# Carl Victor Sonnenkalb
Carl Victor Sonnenkalb (* 11. Januar 1814 in Ronneburg; † 8. Januar 1869 in Altenburg) war ein deutscher Jurist und Politiker.

## Leben
Sonnenkalb war der Sohn des Kaufmanns Carl Friedrich Sonnenkalb. Karl Theodor Sonnenkalb war sein Bruder. Er war evangelischer Konfession und studierte von 1832 bis 1835 Rechtswissenschaften an der Universität Jena. Von 1835 bis September 1848 war er Notar, Hofadvokat und Gerichtsdirektor am Patrimonialgericht in Altenburg. In Folge der Märzrevolution wurde er in die Märzregierung des Herzogtums Sachsen-Altenburg berufen und war von September 1848 bis 1853 Vorsitzender des sachsen-altenburgischen Gesamtministeriums. Zwischen 1853 und 1855 war er dann Mitglied des sachsen-altenburgischen Finanzkollegiums und von 1855 bis 1863 Leiter des sachsen-altenburgischen Finanzdepartements in Altenburg. 1855 wurde er mit dem Titel Geheimer Finanzrat und 1856 als Geheimer Staatsrat ausgezeichnet.
Er gehörte dem Vorparlament an und vertrat dann vom 18. Mai 1848 bis zum 30. November 1848 den Wahlkreis Sachsen-Altenburg in der Frankfurter Nationalversammlung. Im Parlament blieb er fraktionslos. Sein Nachfolger war Friedrich August Fritzsche.